# 권해성
권해성(權海成, 1979년 5월 23일 ~ )은 대한민국의 배우이다. 예술가 집안으로 아버지는 신라대 예술대학 학장이며 어머니는 동부산대학교 뷰티아트과 교수이다.

## 학력
- 명지전문대학 연극영상학

## 출연작

### 영화
- 2023년 《그 하룻밤》
- 2023년 《아수라장: 범털들의 전쟁》
- 2023년 《2퍼센트》 - 조동희 역
- 2021년 《타이거마스크》 - 칠수 역
- 2020년 《비온 뒤 차차》 - 신우 역
- 2020년 《새끼손가락》 - 재철 역
- 2020년 《리얼파이터》
- 2020년 《미소》
- 2019년 《아내를 죽였다》 - 취객 역
- 2017년 《역모: 반란의 시대》 - 최중구 역
- 2017년 《덫》 - 민석 역
- 2016년 《독서충》 - 윤식 역
- 2016년 《까시》 - 진구 역
- 2016년 《P.S.걸》 - 인식 역
- 2015년 《란제리 살인사건》 - 권재규 역
- 2014년 《꽃피는 봄이 오면》 - 차범수 역
- 2012년 《인연》 - K 역
- 2012년 《90분》 - 재우 역
- 2010년 《식객: 김치전쟁》 - PD 역
- 2007년 《니말을 믿으라는 거야》
- 2007년 《여름이 가기 전에》 - 김재현 역
- 2006년 《태양의 이면》 - 세진 역
- 2005년 《B형 남자친구》 - 강의실 대학생 역
- 2004년 《썸》 - 정찬 역
- 2002년 《긴급조치 19호》

### 드라마
- 2025년 tvN 월화드라마 《이혼 보험》 - 서운형 역
- 2023년 KBS1 일일드라마 《우당탕탕 패밀리》
- 2021년 tvN 토일드라마 《악마판사》 - 이도진 역
- 2021년 와이낫 미디어 웹드라마 《인생남주》 - 진한 역
- 2020년 JTBC 금토드라마 《우아한 친구들》 - 문홍렬 역
- 2020년 tvN 수목드라마 《오 마이 베이비》 - 김현석 역
- 2019년 OCN 수목드라마 《달리는 조사관》 - 강윤오 역
- 2018년 JTBC 월화드라마 《뷰티 인사이드》 - 이현석 역
- 2018년 tvN 월화드라마 《크로스》
- 2017년 웹드라마 《희망소생사 고용씨》 - 고용 역
- 2017년 tvN 토일드라마 《변혁의 사랑》 - 윤이석 역
- 2017년 KBS2 금토드라마 《고백부부》
- 2017년 MBN 특집드라마 《아빠니까 괜찮아》 - 민재 역
- 2016년 OCN 금토드라마 《38사기동대》 - 최상준 역
- 2016년 tvN 월화드라마 《또! 오해영》 - 김성진 역
- 2015년 tvN 월화드라마 《신분을 숨겨라》
- 2015년 OCN 토요드라마 《실종느와르 M》 - 정지웅 역
- 2014년 OCN 일요드라마 《닥터 프로스트》 - 서학수 역 (특별출연)
- 2014년 OCN 토요드라마 《나쁜 녀석들》 - 남건욱 역 (특별출연)
- 2014년 SBS 드라마스페셜 《쓰리 데이즈》 - 청와대 상황실장 역
- 2014년 OCN 일요드라마 《귀신 보는 형사 처용》 - 송병창 역
- 2014년 tvN 드라마 《응급남녀》 - 김민기 역
- 2013년 tvN 드라마 《유리가면》
- 2013년 SBS 월화드라마 《신의》 - 안도치 역
- 2012년 OCN 드라마 《히어로》 - 신동민 역
- 2012년 OCN 드라마 《신의 퀴즈 3》 - 조완호 역
- 2011년 채널A 단막극 《해피앤드 101가지 부부이야기 - 시어머니의 올가미》 - 김기욱 역
- 2011년 JTBC 드라마 《인수대비》 - 허침 역
- 2011년 ~ 2012년 OCN 금요드라마 《특수사건 전담반 TEN》 - 김은영의 약혼자 역
- 2010년 MBC 창사49주년 특별기획드라마 《동이》 - 차수택 역
- 2009년 tvN 드라마 《미세스타운 - 남편이 죽었다》
- 2008년 MBC 수목 미니시리즈 《종합병원 2》 - 박재영 역
- 2008년 OCN 드라마 《경성 기방 영화관》 - 김선우 역
- 2004년 MBC 단막극 《MBC 베스트극장 - 옛사랑》 - 민호 역
- 2004년 KBS1 일일연속극 《금쪽같은 내새끼》
- 2003년 SBS 청춘드라마 《스무살》
- 2002년 SBS 청춘시트콤 《오렌지》

### 방송
- 《이것은 실화다》 (2015년, TV조선)
- 《우리들의 차차차》 (2022년, TVN)